# Masdevallia rolandorum
Masdevallia rolandorum är en orkidéart som beskrevs av Carlyle August Luer och Sijm. Masdevallia rolandorum ingår i släktet Masdevallia och familjen orkidéer.
Artens utbredningsområde är Peru. Inga underarter finns listade i Catalogue of Life.